# Liste der Biografien/Puc
Liste der Biografien |
Portal Biografien |
Personensuche
# |
A |
B |
C |
D |
E |
F |
G |
H |
I |
J |
K |
L |
M |
N |
O |
P |
Q |
R |
S |
T |
U |
V |
W |
X |
Y |
Z |
?
 
Pa |
Pc |
Pe |
Pf |
Ph |
Pi |
Pj |
Pk |
Pl |
Pm |
Pn |
Po |
Pr |
Ps |
Pt |
Pu |
Pv |
Pw |
Py
 
Pua |
Pub |
Puc |
Pud |
Pue |
Puf |
Pug |
Puh |
Pui |
Puj |
Puk |
Pul |
Pum |
Pun |
Puo |
Pup |
Pur |
Pus |
Put |
Puu |
Puv |
Puy |
Puz
Die Liste der Biografien führt alle Personen auf, die in der deutschsprachigen Wikipedia einen Artikel haben. Dieses ist eine Teilliste mit 194 Einträgen von Personen, deren Namen mit den Buchstaben „Puc“ beginnt.

## Puc
- Puč, Antonín (1907–1988), tschechoslowakischer Fußballspieler und -trainer
- Puc, Borut (* 1991), slowenisch-kroatischer Tennisspieler
- Puc, Iztok (1966–2011), slowenisch-kroatischer Handballspieler und -funktionär
- Puc, Stojan (1921–2004), jugoslawischer Schachspieler

### Puca
- Pučálková, Štěpánka (* 1986), tschechische Opernsängerin (Mezzosopran)
- Pucar, Đuro (1899–1979), jugoslawischer Politiker
- Pucar, Tomislav (* 1996), kroatischer Tischtennisspieler
- Pucarević, Marija (* 1990), serbische Volleyballspielerin

### Pucc
- Pucci di Benisichi, Paolo (1941–2013), italienischer Diplomat
- Pucci, Annemarie (* 1954), deutsche Physikerin
- Pucci, Antonio († 1388), italienischer Dichter und Glockengießer
- Pucci, Antonio (1485–1544), florentiner Geistlicher, Kardinal der Römischen Kirche
- Pucci, Antonio (1923–2009), italienischer Autorennfahrer
- Pucci, Antonio Maria (1819–1892), italienischer Serviten-Mönch, römisch-katholischer Priester und Heiliger
- Pucci, Carlo (1925–2003), italienischer Mathematiker
- Pucci, Emilio (1914–1992), italienischer ModedesignerEmilio Pucci (1914–1992)

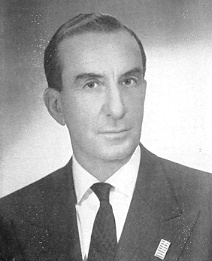
Emilio Pucci (1914–1992)

- Pucci, Idanna (* 1945), italienische Autorin, Aktivistin und Filmemacherin
- Pucci, Josephine (* 1990), US-amerikanische Eishockeyspielerin
- Pucci, Lorenzo (1458–1531), italienischer Geistlicher, Kardinal der Römischen Kirche
- Pucci, Lou Taylor (* 1985), US-amerikanischer Schauspieler
- Pucci, Paolo (* 1935), italienischer Schwimmer und Wasserballspieler
- Pucci, Puccio (1904–1985), italienischer faschistischer Politiker, Sportpolitiker und Olympiateilnehmer (800-Meter-Lauf)
- Pucci, Rino (1922–1986), italienischer Radrennfahrer
- Pucci, Roberto (1464–1547), florentiner Geistlicher, Kardinal der katholischen Kirche
- Pucciani, Oreste F. (1916–1999), US-amerikanischer Romanist, Literaturwissenschaftler und Fremdsprachendidaktiker
- Pucciarelli, Manuel (* 1991), italienischer Fußballspieler
- Puccinelli, Placido (1609–1685), italienischer Mönch der Cassinensischen Kongregation, Historiker und Gelehrter
- Puccinelli, Raymond (1904–1986), US-amerikanisch-italienischer Bildhauer
- Puccini Banfi, Ugo Eugenio (* 1935), kolumbianischer Geistlicher, emeritierter Bischof von Santa Marta
- Puccini, Alessandro (* 1968), italienischer Florettfechter und Olympiasieger
- Puccini, Domenico (1772–1815), italienischer Komponist
- Puccini, Giacomo (1858–1924), italienischer KomponistGiacomo Puccini (1858–1924)

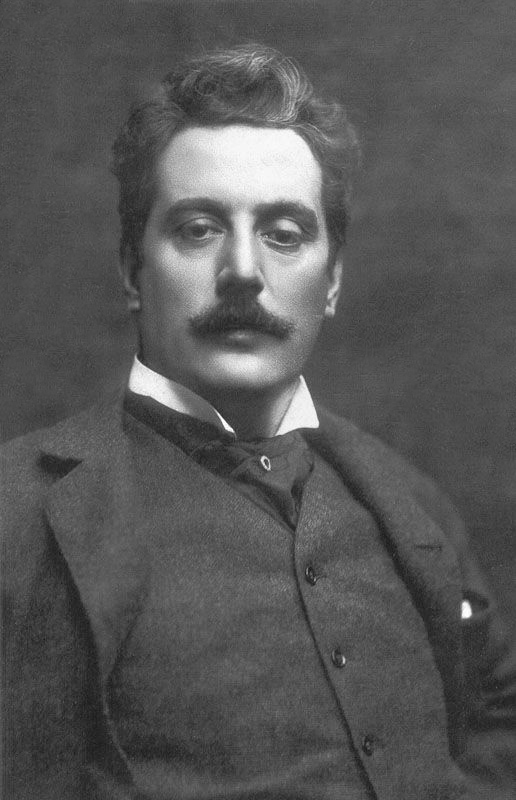
Giacomo Puccini (1858–1924)

- Puccini, Gianni (1914–1968), italienischer Filmregisseur und Drehbuchautor
- Puccini, Jacopo († 1781), italienischer Komponist und Organist des Spätbarock und der Vorklassik
- Puccini, Mario (1869–1920), italienischer Maler
- Puccini, Michele (1813–1864), italienischer Komponist
- Puccini, Vittoria (* 1981), italienische FilmschauspielerinVittoria Puccini (* 1981)

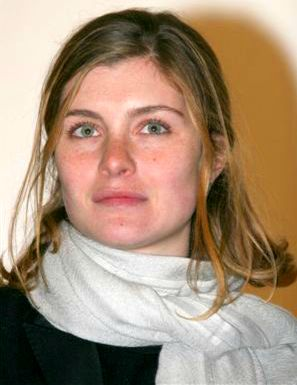
Vittoria Puccini (* 1981)

- Puccino, Oxmo (* 1974), französischer Rapper
- Puccinotti, Francesco (1794–1872), italienischer Arzt, Philosoph und Literat
- Puccio, Alex (* 1989), amerikanische Sportkletterin
- Puccio, Salvatore (* 1989), italienischer Radrennfahrer

### Puce
- Puce, George (* 1940), kanadischer Diskuswerfer und Kugelstoßer lettischer Herkunft
- Pūce, Juris (* 1980), lettischer Politiker
- Puceanu, Romica (1926–1996), rumänische Sängerin und Chansonette
- Pucelj, Peter (* 1982), slowenischer Handballspieler
- Pucelle, Gerard († 1184), englischer Geistlicher und Kirchenrechtler, Bischof von Coventry
- Pucelle, Jean, französischer Maler und Illuminator
- Pucelli, Cristina (* 1970), US-amerikanische Synchronsprecherin

### Puch
- Puch, Edson (* 1986), chilenischer Fußballspieler
- Puch, Erich (1912–1956), deutscher Marathonläufer
- Puch, Johann (1862–1914), Ingenieur und Industrieller
- Puch, Marc Benjamin (* 1977), deutscher Schauspieler
- Puch, Pepo (* 1966), österreichischer Reiter
- Puch, Reinhard (* 1947), deutscher Bildhauer
- Puch-Herrantz, Mehdi (* 2004), algerisch-französischer Fußballspieler
- Pucha, Iryna (* 1973), ukrainische Sprinterin
- Puchacz, Tymoteusz (* 1999), polnischer FußballspielerTymoteusz Puchacz (* 1999)

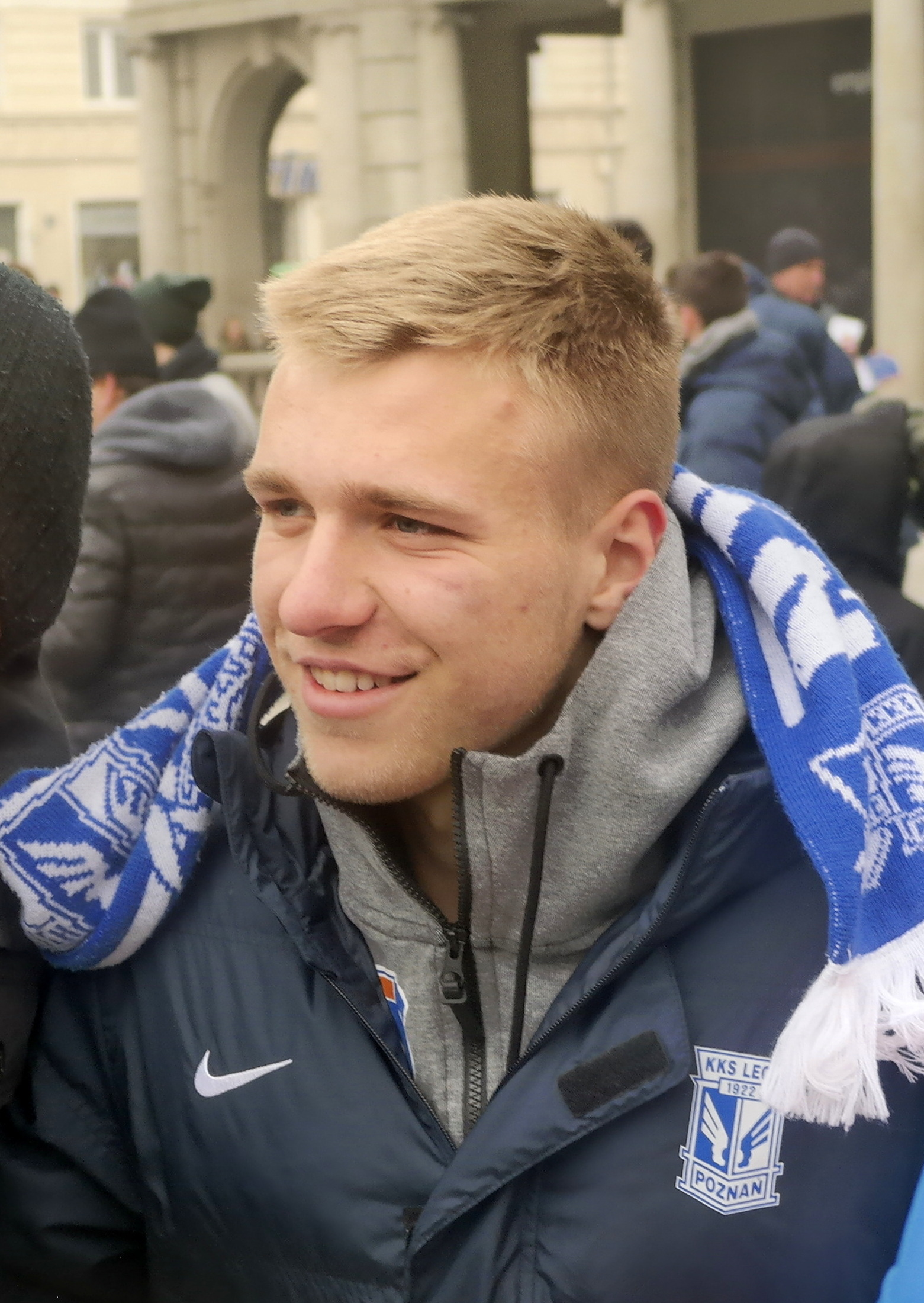
Tymoteusz Puchacz (* 1999)

- Puchades, Antonio (1925–2013), spanischer Fußballspieler
- Puchaew, Erik Georgijewitsch (* 1957), südossetischer Politiker und Staatsmann
- Puchajewa, Olena (* 1961), sowjetisch-ukrainische Ruderin
- Puchalski, Stanisław (1867–1931), polnischer Divisionsgeneral
- Puchalski, Wiesław (* 1957), polnischer Sprinter
- Puchalski, Wladimir (1848–1933), polnisch-russisch-ukrainischer Pianist, Komponist und Musikpädagoge
- Puchan, Grit (* 1960), deutsche politische Beamtin
- Puchat, Max (1859–1919), deutscher Komponist, Dirigent und Musikpädagoge
- Puchberg, Johann Michael (1741–1822), österreichischer Tuchhändler und Freimaurer
- Puchberger, Mathilde (1911–1965), österreichische Hürdenläuferin
- Puche Díaz, Montserrat (* 1970), spanische Handballspielerin und Handballtrainerin
- Puchebner, Helmut (* 1943), österreichischer Kommunalpolitiker und Funktionär
- Puchebner, Ursula (* 1965), österreichische Politikerin (SPÖ), Bürgermeisterin von Amstetten
- Puchegger, Anton (1878–1917), österreichischer Tierbildhauer im Übergang vom Jugendstil zum Expressionismus
- Puchegger, Martin A. (* 1978), österreichischer Meteorologe, Redakteur, Autor und Fernsehmoderator
- Puchegger, Patrick (* 1995), österreichischer Fußballspieler
- Püchel, Manfred (* 1951), deutscher Politiker (SPD), MdL
- Püchelin, Anna (* 1574), Opfer der Hexenverfolgung in Regensburg
- Puchelt, Ernst Sigismund (1820–1885), Reichsoberhandelsgerichtsrat und Reichsgerichtsrat
- Puchelt, Friedrich August Benjamin (1784–1856), deutscher Arzt, Pathologe und Hochschullehrer
- Puchelt, Gerhard (1913–1987), deutscher Pianist
- Pucher von Meggenhausen, Georg Niklas, kaiserlicher Hofbeamter
- Pucher von Meggenhausen, Johann Georg, österreichischer Hofkriegsrat
- Pucher von Meggenhausen, Johann Rudolf († 1625), kaiserlicher Reichshofrat
- Pucher, Adolf (1902–1968), österreichischer Bauingenieur
- Pucher, Albert (1828–1895), österreichischer Ingenieur und Politiker, Landtagsabgeordneter
- Pucher, Anton (1900–1980), österreichischer Kameramann
- Pucher, Martin (* 1956), österreichischer Bankier und Fußball-ManagerMartin Pucher (* 1956)

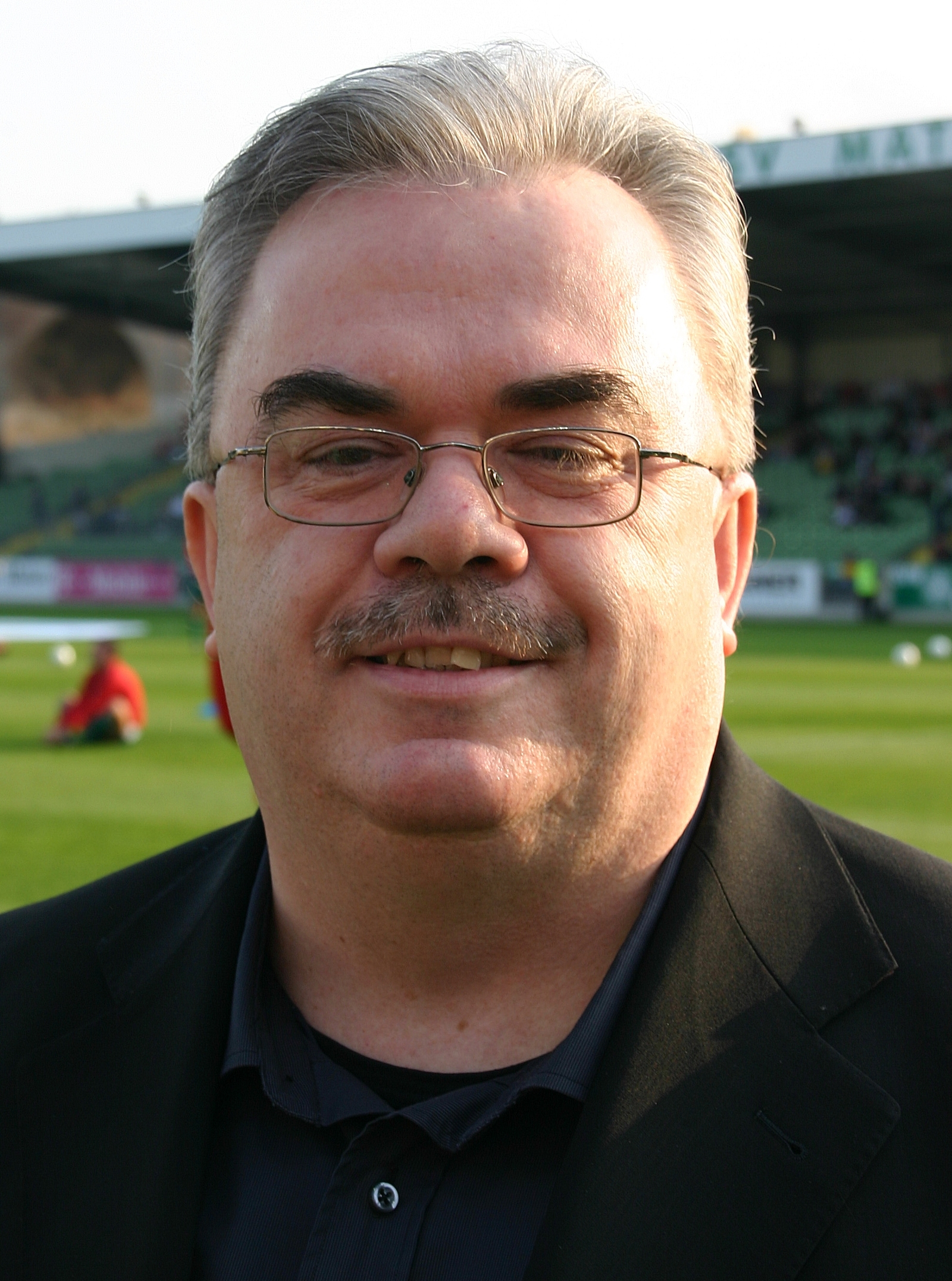
Martin Pucher (* 1956)

- Pucher, Oliver (* 1976), österreichischer Fußballspieler
- Pucher, Peter (* 1974), slowakischer Eishockeyspieler
- Pucher, Stefan (* 1965), deutscher Theaterregisseur
- Pucher, Walter (* 1971), österreichischer Schriftsteller
- Pucher, Wilfried (* 1940), deutscher Schauspieler
- Pucher, Wolfgang (1939–2023), österreichischer Ordensgeistlicher, römisch-katholischer Priester
- Pucheran, Jacques (1817–1895), französischer Zoologe und Ornithologe
- Puchert, Florian (* 1981), deutscher Drehbuchautor, Regisseur und Producer
- Puchert, Georg (1915–1959), deutsch-baltischer Waffenhändler
- Puchert, Herbert (1914–1997), deutscher Politiker (SED)
- Puchert, Rainer (* 1934), deutscher Hörspielautor
- Puches, Tomás Lipovsek (* 1993), slowenischer Tennisspieler
- Pucheta, Alicia (* 1950), paraguayische Juristin und Politikerin
- Pucheu, Pierre (1899–1944), französischer Innenminister
- Puchhammer, Hans (* 1931), österreichischer Architekt
- Puchhammer-Stöckl, Elisabeth (* 1962), österreichische Virologin
- Puchheim, Hans Christoph III. von (1605–1657), österreichischer Adeliger und kaiserlicher Feldmarschall
- Puchianu, Cornel (* 1989), rumänischer Biathlet und Skilangläufer
- Puchinger, Erwin (1875–1944), österreichischer Maler
- Puchinger, Josef (1948–1984), österreichischer Ruderer
- Puchkalo, Witali (* 1992), kasachischer Skilangläufer
- Püchler, Carl (1894–1949), deutscher General der Infanterie im Zweiten Weltkrieg
- Püchler, Gottlieb Justus von, deutscher Diplomat in kurhannoverschen Diensten und Verwaltungsbeamter
- Püchler, Josef (1883–1971), österreichischer Politiker (SDAP), Landtagsabgeordneter
- Püchler, Paul von († 1711), deutscher Jurist, zuletzt als Geheimer Justizrat und Vizepräsident des Oberlandesgerichts Celle
- Püchler, Wolfgang († 1475), Weihbischof in Passau
- Puchlew, Alexi (1905–1979), bulgarischer Mediziner
- Puchmüller, Ernst (1897–1976), deutscher kommunistischer Widerstandskämpfer gegen den Nationalsozialismus und VVN-Vorsitzender in Mecklenburg
- Puchner, Anton von (1779–1852), österreichischer General
- Puchner, Edmund (1932–2014), österreichischer Bildhauer und Maler
- Puchner, Heinrich (1865–1938), deutscher Bodenkundler und Landtechniker
- Puchner, Joachim (* 1987), österreichischer Skirennläufer
- Puchner, Martin (* 1969), deutschamerikanischer Literaturwissenschaftler
- Puchner, Mirjam (* 1992), österreichische SkirennläuferinMirjam Puchner (* 1992)

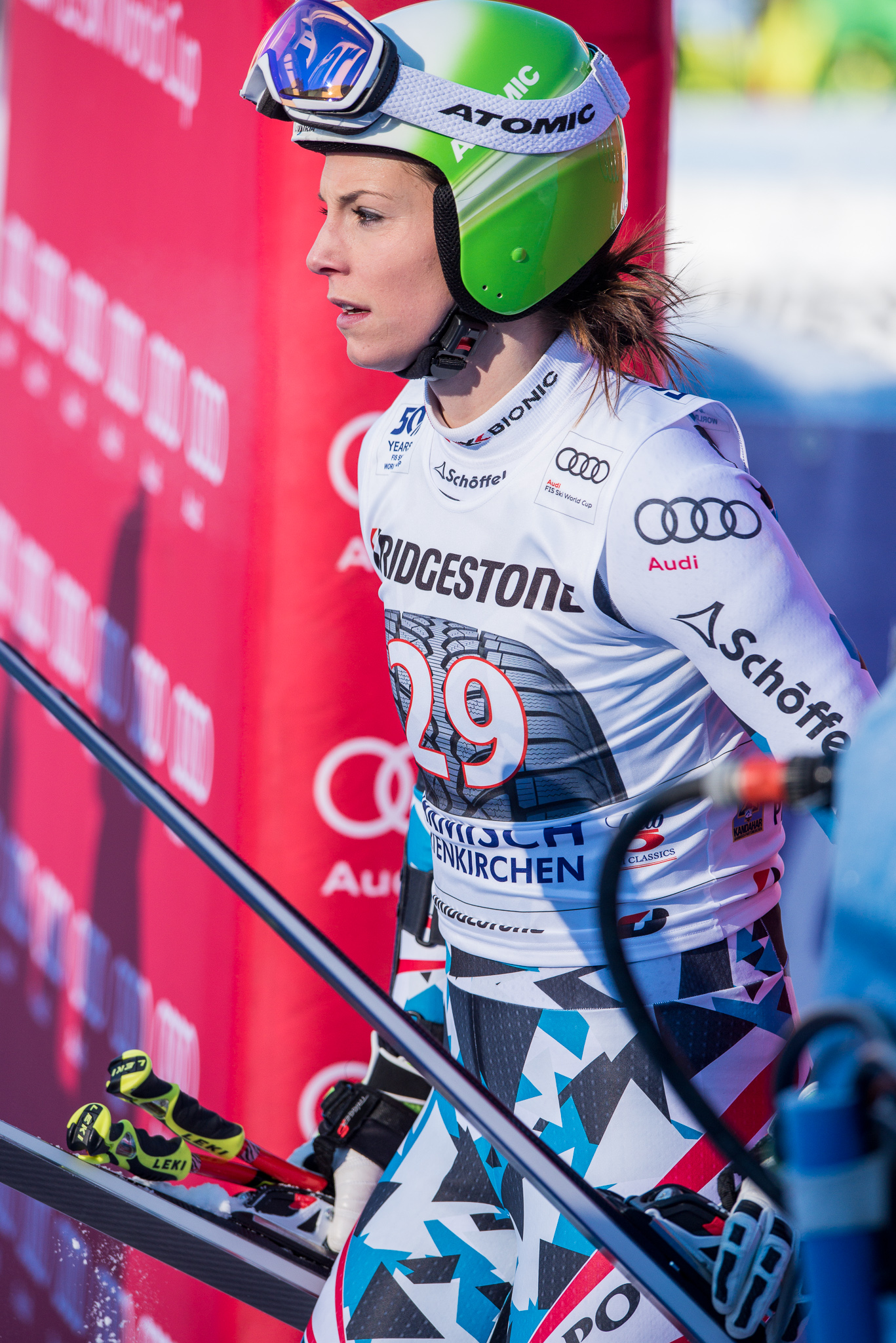
Mirjam Puchner (* 1992)

- Puchner, Nikolaus († 1490), Großmeister des Ordens der Kreuzherren mit dem Roten Stern in Prag
- Puchner, Richard (1883–1965), österreichischer Architekt
- Puchner, Stephan (* 1971), deutscher Autor und Regisseur
- Puchner, Ulrike (* 1972), österreichische Langstreckenläuferin
- Puchner, Walter (* 1947), österreichischer Theaterwissenschaftler
- Puchner, Willy (* 1952), österreichischer Fotograf
- Puchner, Wunibald (1915–2009), deutscher Architekt, Innenarchitekt, Hochschullehrer und Bildhauer
- Puchník, Nikolaus von Černice († 1402), Generalvikar und Offizial im Erzbistum Prag, ernannter Erzbischof von Prag
- Puchouski, Barys (* 1987), belarussischer Handballspieler
- Puchovič, Robert (* 1990), litauischer Politiker
- Puchow, Nikolai Pawlowitsch (1895–1958), sowjetischer Generaloberst
- Puchow, Stanislaw Jewgenjewitsch (* 1977), russischer Badmintonspieler
- Puchowski, Georg (1892–1967), deutscher Theologe und Politiker (Zentrum), MdL
- Puchsbaum, Hans, Baumeister der GotikHans Puchsbaum

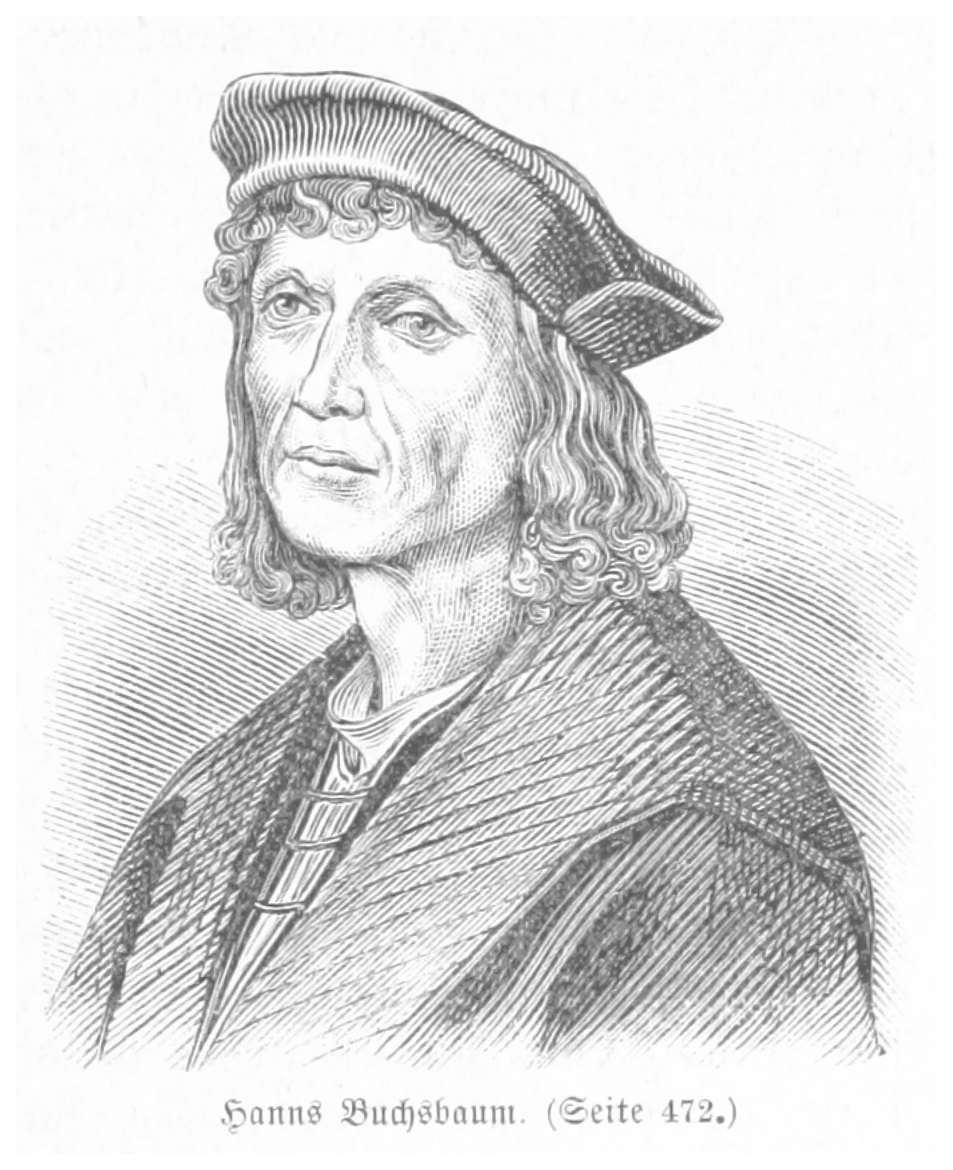
Hans Puchsbaum

- Puchstein, Fritz (1893–1968), österreichischer Unterhaltungskünstler, Kabarettist und Schauspieler
- Puchstein, Otto (1856–1911), deutscher Klassischer Archäologe
- Puchta, Anton (1851–1903), böhmischer Mathematiker
- Puchta, Dieter (* 1950), deutscher Politiker (SPD), MdL und Bankmanager
- Puchta, Friedrich (1883–1945), deutscher Politiker (SPD, USPD), MdR
- Puchta, Georg Friedrich (1798–1846), deutscher Jurist
- Puchta, Heinrich (1808–1858), evangelischer Pfarrer und Liederdichter
- Puchta, Josef (* 1954), deutscher Wissenschaftsmanager
- Puchta, Wolfgang Heinrich (1769–1845), deutscher Rechtswissenschaftler und Richter
- Puchtler, Frank (* 1962), deutscher Politiker (SPD)

### Puci
- Pucić, Medo (1821–1882), kroatischer Schriftsteller und Politiker
- Pucić, Niko (1820–1883), kroatischer Politiker
- Pucino, Raffaele (* 1991), italienischer Fußballspieler
- Pučinskaitė, Edita (* 1975), litauische Radrennfahrerin
- Pucinski, Roman (1919–2002), US-amerikanischer Politiker
- Pucinski, Viktor (1882–1952), deutscher Landschaftsmaler und Tiermaler der Düsseldorfer Schule
- Pučinskis, Jurģis (* 1973), lettischer Fußballspieler
- Pucitta, Miriam (* 1964), italienische Regisseurin, Drehbuchautorin und Filmproduzentin
- Pucitta, Vincenzo (1778–1861), italienischer Opernkomponist

### Puck
- Puck, Alfred (1927–2021), deutscher Ingenieur und Hochschullehrer
- Puck, Anna (* 1987), deutsche Schauspielerin
- Puck, Manfred (* 1941), deutscher Badmintonspieler
- Puck, Peter (* 1960), deutscher Comiczeichner
- Puck, Theodore (1916–2005), amerikanischer Genetiker und Biophysiker
- Puck, Wolfgang (* 1949), österreichischer Koch und UnternehmerWolfgang Puck (* 1949)

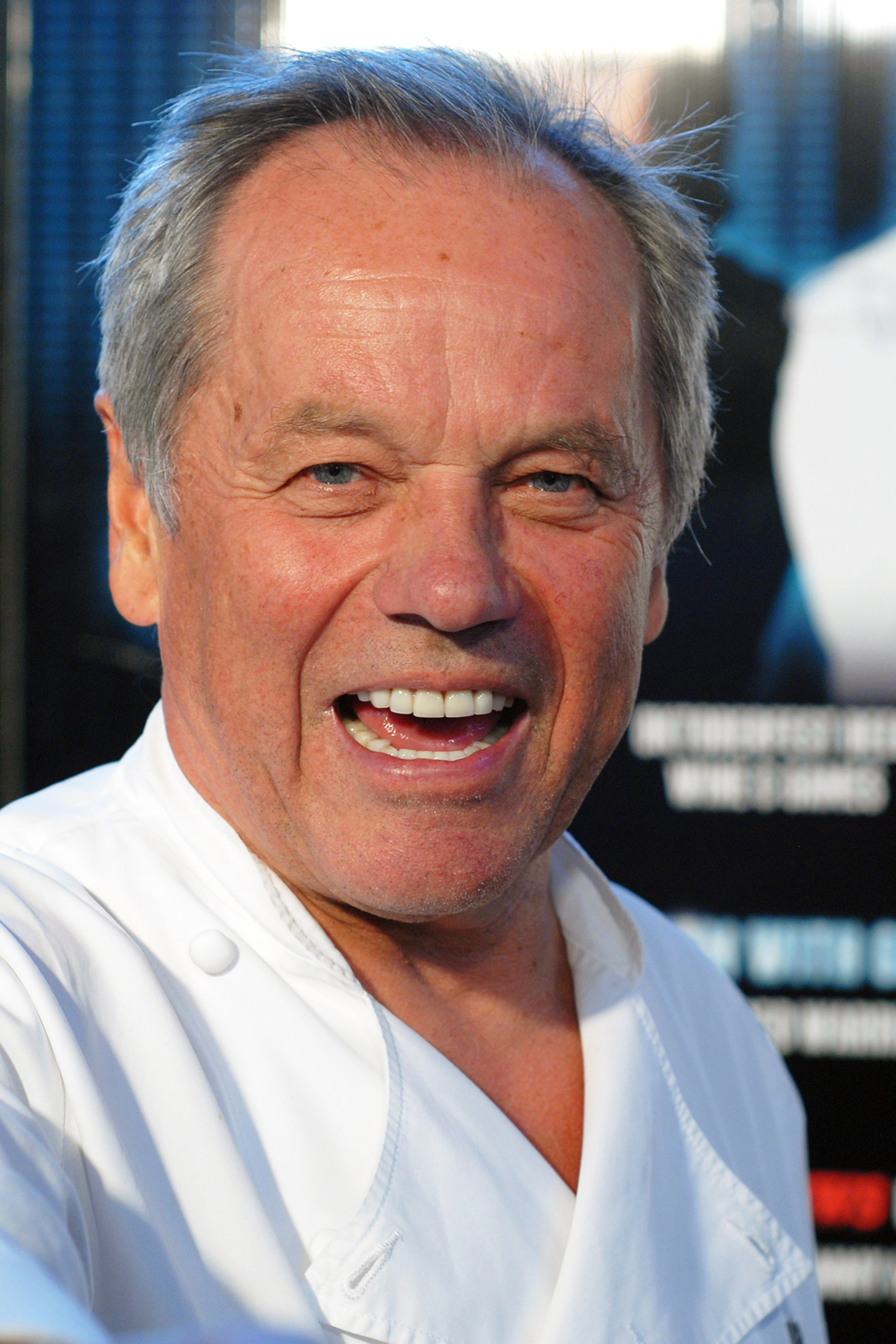
Wolfgang Puck (* 1949)

- Pückel, Karl (1843–1910), deutscher Jurist
- Pucker, Igor (* 1957), österreichischer Museumsleiter
- Pucker, Peter (* 1988), österreichischer Fußballspieler
- Puckering, John († 1596), englischer Anwalt und Politiker
- Pückert, Wilhelm (1830–1897), deutscher Historiker und Hochschullehrer
- Puckett, Casey (* 1972), US-amerikanischer Skirennläufer und Freestyle-Skisportler
- Puckett, Jerry (1939–2023), US-amerikanischer Musiker (Gitarre)
- Puckett, Kelley (* 1961), US-amerikanischer Comicautor und Editor
- Puckett, Kirby (1960–2006), US-amerikanischer Baseballspieler
- Puckett, Riley (1894–1946), US-amerikanischer Old-Time-Musiker und Gitarrist
- Puckette, Miller (* 1959), US-amerikanischer Mathematiker und Entwickler Freier Software
- Puckey, Thom (* 1948), englisch-niederländischer Performancekünstler und Plastiker
- Puckey, William Gilbert (1805–1878), britischer Missionar in Neuseeland
- Pückler, August von (1864–1937), preußischer Beamter
- Pückler, Eduard von (1853–1924), deutscher Standesherr und Mitbegründer der „modernen Gemeinschaftsbewegung“
- Pückler, Erdmann von (1792–1869), deutscher Standesherr, preußischer Landwirtschaftsminister 1858–1862 und Politiker
- Pückler, Erdmann von (1832–1888), deutscher Rittergutsbesitzer und Parlamentarier
- Pückler, Franz Ludwig von (1748–1810), k.k. Generalmajor und titular Feldmarschall-Lieutenant
- Pückler, Friedrich von (1786–1856), preußischer Generalleutnant
- Pückler, Heinrich von (1835–1897), deutscher Majoratsbesitzer und Politiker, MdR
- Pückler, Hermann Erdmann Konstantin von (1797–1892), preußischer General der Infanterie und Oberhof- und Hausmarschall des Königs und späteren Kaisers Wilhelm I.
- Pückler, Mark G. von (1940–2023), deutscher Jurist und Fachautor auf dem Gebiet des Jagd- und Waffenrechts
- Pückler, Renata von (* 1971), deutsche Juristin
- Pückler, Walter von (1860–1924), deutscher Jurist und Rittergutsbesitzer
- Pückler-Burghauss, Carl Erdmann von (1857–1943), deutscher Diplomat
- Pückler-Burghauss, Carl Friedrich von (1886–1945), deutscher SS-Gruppenführer, Generalleutnant der Waffen-SS und Politiker (NSDAP), MdR
- Pückler-Burghauß, Karl von (1817–1899), deutscher Rittergutsbesitzer und Politiker, MdR
- Pückler-Burghauss, Sylvius von (1889–1979), deutscher Großgrundbesitzer, paramilitärischer Aktivist und OffizierU
- Pückler-Groditz, Wilhelm von (1790–1859), preußischer Generalleutnant
- Pückler-Limpurg, Siegfried (1871–1963), deutscher Kunsthistoriker und Gutsbesitzer
- Pückler-Muskau, Hermann von (1785–1871), deutscher Standesherr, Gartengestalter, Schriftsteller und DandyHermann von Pückler-Muskau (1785–1871)

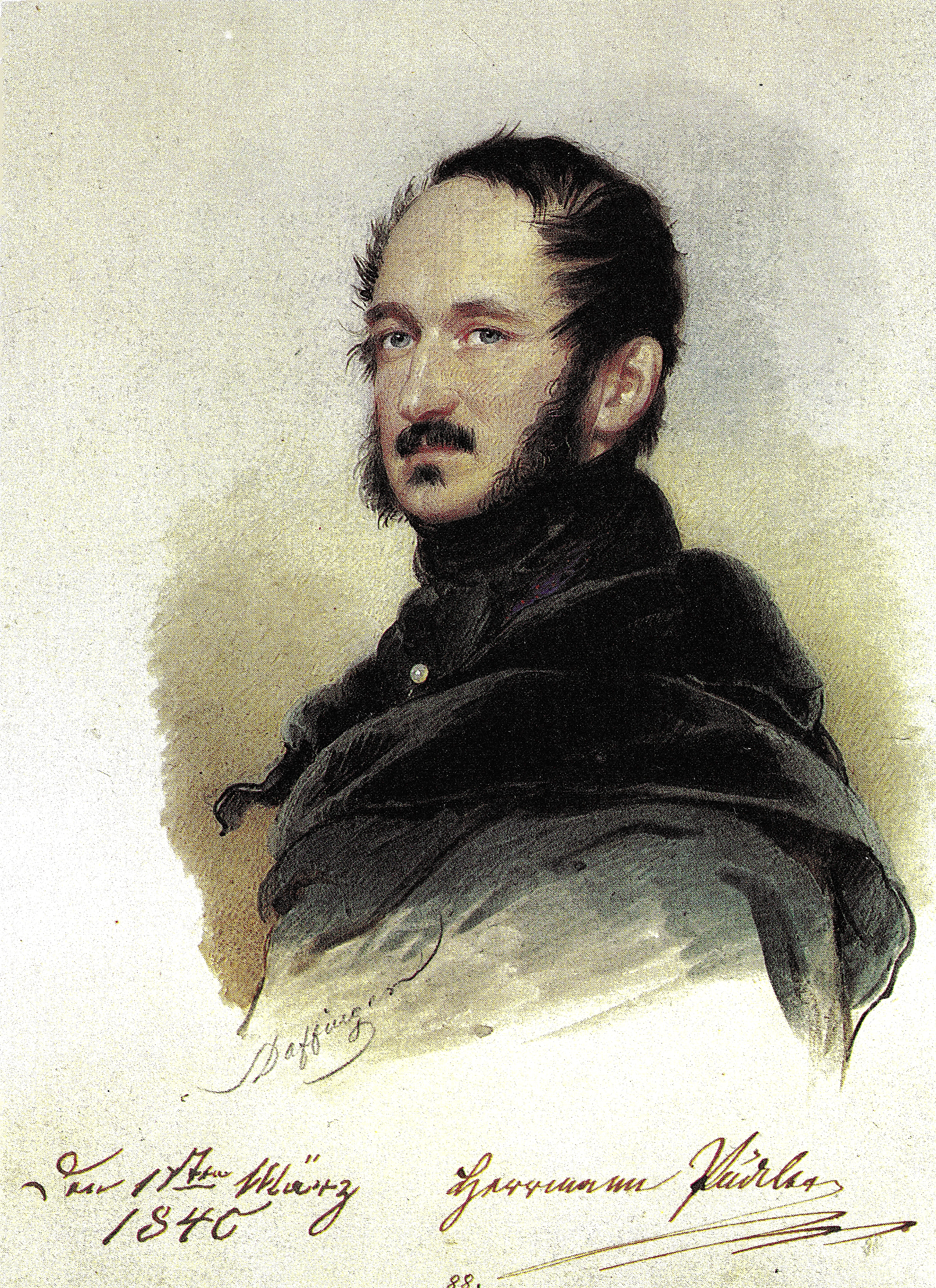
Hermann von Pückler-Muskau (1785–1871)

- Pucklitz, Johann Daniel († 1774), deutscher Komponist
- Puckrik, Katie (* 1962), amerikanische Journalistin und DJ
- Pucks, Laura (* 2004), deutsche Fußballspielerin

### Pucn
- Pučnik, Jože (1932–2003), slowenischer Politiker

### Pucz
- Puczka, David (* 2005), österreichischer Fußballspieler